# Championnats du monde de biathlon 2005
Navigation
Oberhof 2004 Pokljuka 2006

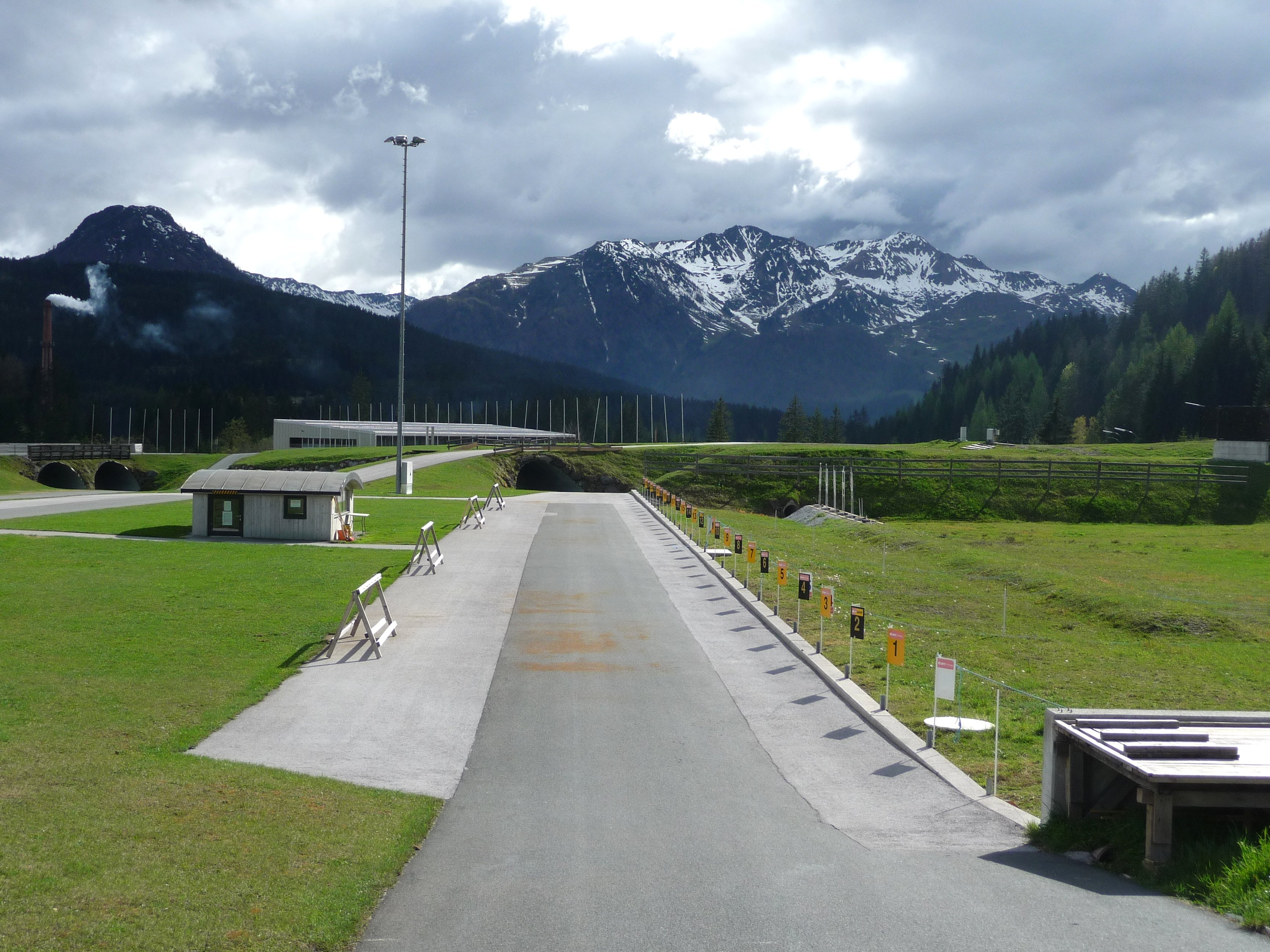
Championnats du monde de biathlon 2005

Les épreuves des Championnats du monde de biathlon 2005  se tiennent du 4 au 13 mars 2005 à Hochfilzen (Autriche), sauf le relais mixte, qui fait son apparition au programme et qui se déroule en clôture de la saison à Khanty-Mansiïsk en Russie le 20 mars.

## Programme
| Évènements           | Évènements | Calendrier | Calendrier | Calendrier | Calendrier | Calendrier | Calendrier | Calendrier | Calendrier | Calendrier | Calendrier | Calendrier | Calendrier | Calendrier | Calendrier |
| Évènements           | Évènements | sam 5      | dim 6      | lun 7      | mar 8      | mer 9      | jeu 10     | ven 11     | sam 12     | dim 13     | ...        | dim 20     |            |            |            |
| Évènements           | Évènements | mars       |            |            |            |            |            |            |            |            |            |            |            |            |            |
| Hommes               |            |            |            |            |            |            |            |            |            |            |            |            |            |            |            |
| Individuel (20 km)   |            |            |            |            | 14h15      |            |            |            |            |            |            |            |            |            |            |
| Sprint (10 km)       | 10h00      |            |            |            |            |            |            |            |            |            |            |            |            |            |            |
| Poursuite (12,5 km)  |            | 10h00      |            |            |            |            |            |            |            |            |            |            |            |            |            |
| Mass start (15 km)   |            |            |            |            |            |            |            |            | 12h45      |            |            |            |            |            |            |
| Relais (4 × 7,5 km)  |            |            |            |            |            |            |            | 14h15      |            |            |            |            |            |            |            |
|                      |            |            |            |            |            |            |            |            |            |            |            |            |            |            |            |
| Femmes               |            |            |            |            |            |            |            |            |            |            |            |            |            |            |            |
| Individuel (15 km)   |            |            |            | 14h15      |            |            |            |            |            |            |            |            |            |            |            |
| Sprint (7,5 km)      | 14h00      |            |            |            |            |            |            |            |            |            |            |            |            |            |            |
| Poursuite (10 km)    |            | 13h00      |            |            |            |            |            |            |            |            |            |            |            |            |            |
| Mass start (12,5 km) |            |            |            |            |            |            |            |            | 10h45      |            |            |            |            |            |            |
| Relais (4 × 6 km)    |            |            |            |            |            |            | 14h15      |            |            |            |            |            |            |            |            |
|                      |            |            |            |            |            |            |            |            |            |            |            |            |            |            |            |
| Mixte                |            |            |            |            |            |            |            |            |            |            |            |            |            |            |            |
| Relais (4 × 6 km)    |            |            |            |            |            |            |            |            |            |            | 9h00       |            |            |            |            |

## Résultats

### Hommes
| Épreuves                      | Or                                                                        | Argent                                                                  | Bronze                                                                         |
| ----------------------------- | ------------------------------------------------------------------------- | ----------------------------------------------------------------------- | ------------------------------------------------------------------------------ |
| 5 mars : Sprint 10 km         | Ole Einar Bjørndalen                                                      | Sven Fischer                                                            | Ilmars Bricis                                                                  |
| 6 mars : Poursuite 12,5 km    | Ole Einar Bjørndalen                                                      | Sergei Tchepikov                                                        | Sven Fischer                                                                   |
| 9 mars : 20 km individuel     | Roman Dostal                                                              | Michael Greis                                                           | Ricco Gross                                                                    |
| 12 mars : Relais 4 × 7,5 km   | Norvège Halvard Hanevold Stian Eckhoff Egil Gjelland Ole Einar Bjørndalen | Russie Sergueï Rojkov Nikolay Kruglov Pavel Rostovtsev Sergei Tchepikov | Autriche Daniel Mesotitsch Friedrich Pinter Wolfgang Rottmann Christoph Sumann |
| 13 mars : 15 km départ groupé | Ole Einar Bjørndalen                                                      | Sven Fischer                                                            | Raphaël Poirée                                                                 |

### Femmes
| Épreuves                        | Or                                                                          | Argent                                                      | Bronze                                                                      |
| ------------------------------- | --------------------------------------------------------------------------- | ----------------------------------------------------------- | --------------------------------------------------------------------------- |
| 5 mars : Sprint 7,5 km          | Uschi Disl                                                                  | Olga Zaïtseva                                               | Olena Zubrilova                                                             |
| 6 mars : Poursuite 10 km        | Uschi Disl                                                                  | Xianying Liu                                                | Olga Zaïtseva                                                               |
| 8 mars : 15 km individuel       | Andrea Henkel                                                               | Ribo Sun                                                    | Linda Tjørhom                                                               |
| 11 mars : Relais 4 × 6 km       | Russie Olga Pyleva Svetlana Ishmouratova Anna Bogali-Titovets Olga Zaïtseva | Allemagne Uschi Disl Katrin Apel Andrea Henkel Kati Wilhelm | Biélorussie Ekaterina Ivanova Olga Nazarova Ludmilla Ananko Olena Zubrilova |
| 13 mars : 12,5 km départ groupé | Gro Istad-Krisiansen                                                        | Anna Carin Olofsson                                         | Olga Pyleva                                                                 |

### Mixte
| Épreuves        | Or                                                                        | Argent                                                                       | Bronze                                                        |
| --------------- | ------------------------------------------------------------------------- | ---------------------------------------------------------------------------- | ------------------------------------------------------------- |
| Relais 4 x 6 km | Russie I Olga Pyleva Svetlana Ishmouratova Ivan Tcherezov Nikolay Kruglov | Russie II Anna Bogali-Titovets Olga Zaïtseva Sergei Tchepikov Sergueï Rojkov | Allemagne I Uschi Disl Kati Wilhelm Michael Greis Ricco Gross |

### Résultats détaillés

#### Sprint (10 km)
| Rang               | Biathlète            | Pénalités  | Temps         | Retard   |
| ------------------ | -------------------- | ---------- | ------------- | -------- |
| Médaille d'or      | Ole Einar Bjørndalen | 1 (+150 m) | 24 min 37 s 5 | —        |
| Médaille d'argent  | Sven Fischer         | 1 (+150 m) | 24 min 48 s 0 | + 10 s 5 |
| Médaille de bronze | Ilmars Bricis        | 0          | 25 min 01 s 5 | + 24 s 0 |
| 4                  | Sergei Tchepikov     | 1 (+150 m) | 25 min 03 s 8 | + 26 s 3 |
| 5                  | Nikolay Kruglov      | 0          | 25 min 11 s 6 | + 34 s 1 |
| 6                  | Michael Greis        | 1 (+150m)  | 25 min 19 s 4 | + 41 s 9 |
| 7                  | Ricco Groß           | 1 (+150m)  | 25 min 26 s 9 | + 49 s 4 |
| 8                  | Carl-Johan Bergman   | 1 (+150m)  | 25 min 28 s 7 | + 51 s 2 |
| 9                  | Tomasz Sikora        | 1 (+150m)  | 25 min 29 s 0 | + 51 s 5 |
| 10                 | Vincent Defrasne     | 1 (+150m)  | 25 min 31 s 0 | + 53 s 5 |

## Tableau des médailles
| Rang | Nation      | Or | Argent | Bronze | Total |
| ---- | ----------- | -- | ------ | ------ | ----- |
| 1    | Norvège     | 5  | 0      | 1      | 6     |
| 2    | Allemagne   | 3  | 4      | 3      | 10    |
| 3    | Russie      | 2  | 4      | 2      | 8     |
| 4    | Tchéquie    | 1  | 0      | 0      | 1     |
| 5    | Chine       | 0  | 2      | 0      | 2     |
| 6    | Suède       | 0  | 1      | 0      | 1     |
| 7    | Biélorussie | 0  | 0      | 2      | 2     |
| 8    | Autriche    | 0  | 0      | 1      | 1     |
| 8    | France      | 0  | 0      | 1      | 1     |
| 8    | Lettonie    | 0  | 0      | 1      | 1     |